# اینتگراترون

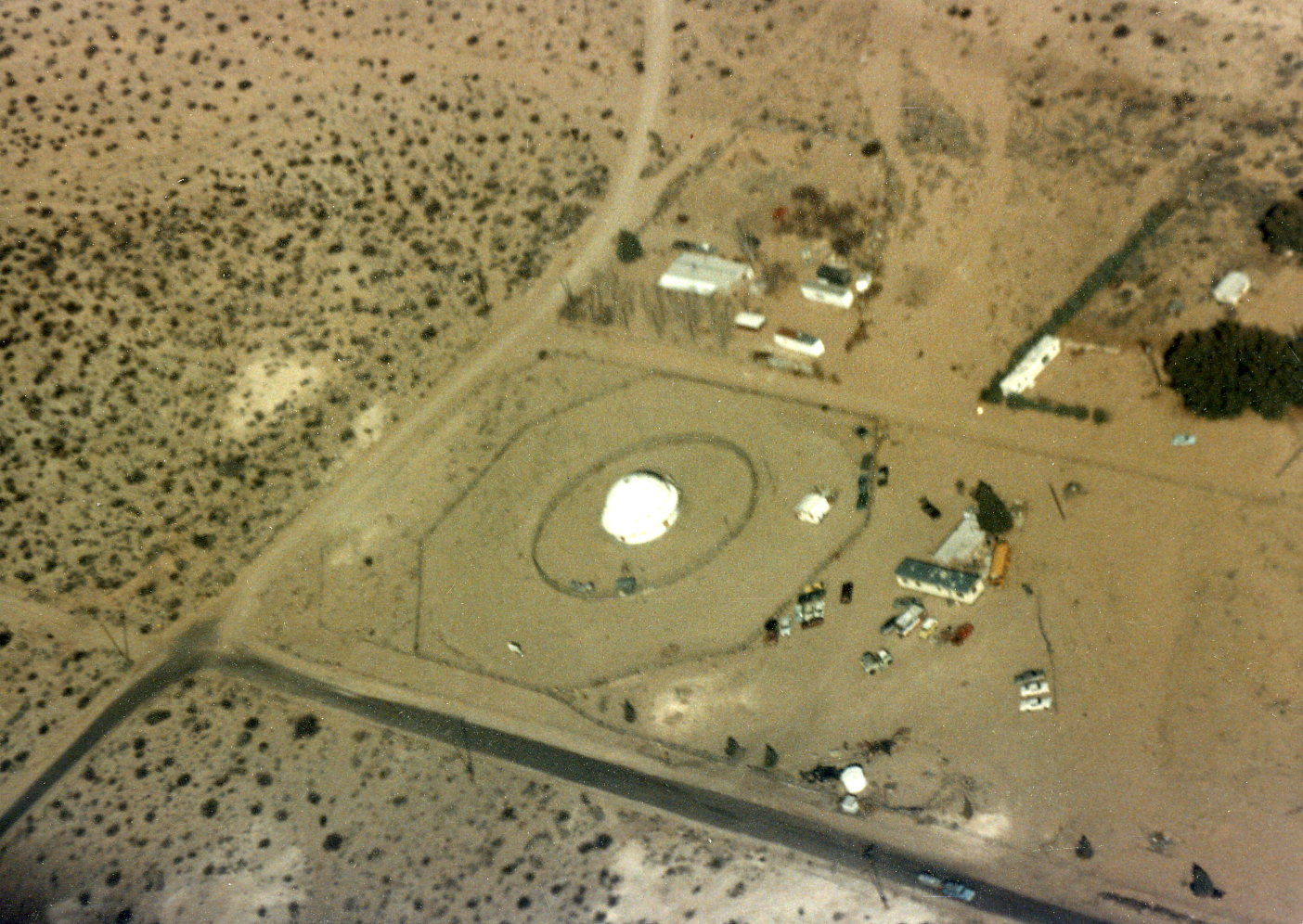
نمای هوایی اینتگراترون در مسیر فرودگاه جاینت راک

اینتگراترون یک بنای گنبدی شکل به بلندی ۳۸ فوت (۱۲ متر) و قطر ۵۵ فوت (۱۷ متر)توسط جورج ون تاسل، یوفوشناس و مدعی برقرار کننده ارتباط با موجودات فضایی طراحی گردید. ون تاسل ادعا می کرد اینتگراترون دارای توانایی جوان سازی، ضدگرانش و سفر در زمان است. او ساختمان را به دنبال شیوه نامه هایی که وی با قاطعیت ادعا می کرد که توسط بازدید کننده هایی از سیاره زهره به او ارائه شده است در لندر، کالیفرنیا بنا کرد.دستگاه اینتگراترون در سال ۱۹۵۷ شروع به ساخت و در سال ۱۹۵۹ برپا شد. سرمایه ساخت عمدتاً توسط کمک های مالی از جمله توسط هوارد هیوز تامین می شد.

## ساخت

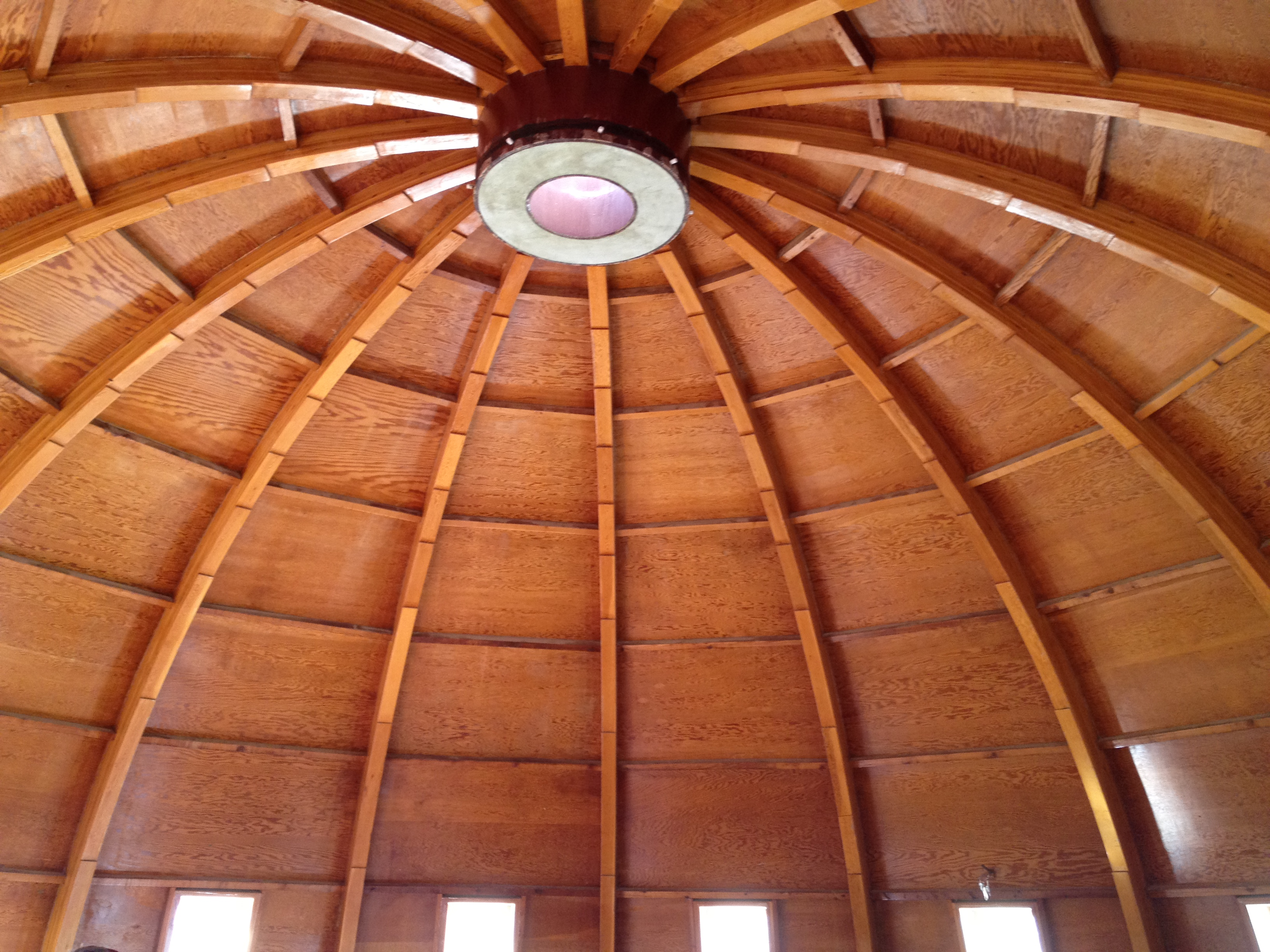
سقف اینتگراترون, ژانویه ۲۰۱۲

جورج ون تاسل، یک مکانیک هواپیما و بازرس پرواز بود که برای اداره فرودگاه و مسافرخانه به بیابان موهاوه در ایالت کالیفرنیا منتقل شد. زمانی که آن جا بود، او شروع به مراقبه زیر سنگ غول پیکر کرد. جایی که بومیان آمریکایی منطقه، آن را مقدس می پندارند.
در اوت ۱۹۵۳، ون تاسل ادعا کرد به دو صورت از راه دور و بعدها فردی از مردمان فضا ارتباط داشته است که به او روش فنی جوان سازی بافت سلولی انسان را داده است. عمل به این شیوه نامه ها، ون تاسل را مجاب به ساخت اینتگراترون در سال ۱۹۵۴ کرد. بخشی از هزینه های ساخت و ساز توسط مجمع سالانه موفق اشیای پرنده ناشناخته تامین می شد."مجمع فضاپیمایی سنگ غول پیکر" که بیش از ۲۵ سال به کار خود ادامه داد. ساخت سازه اصلی در حدود سال ۱۹۵۹ به پایان رسید. اما ون تاسل به کار خود بر روی دستگاه تا زمان مرگ ناگهانیش در سال ۱۹۷۸ ادامه داد.

## ادعاها

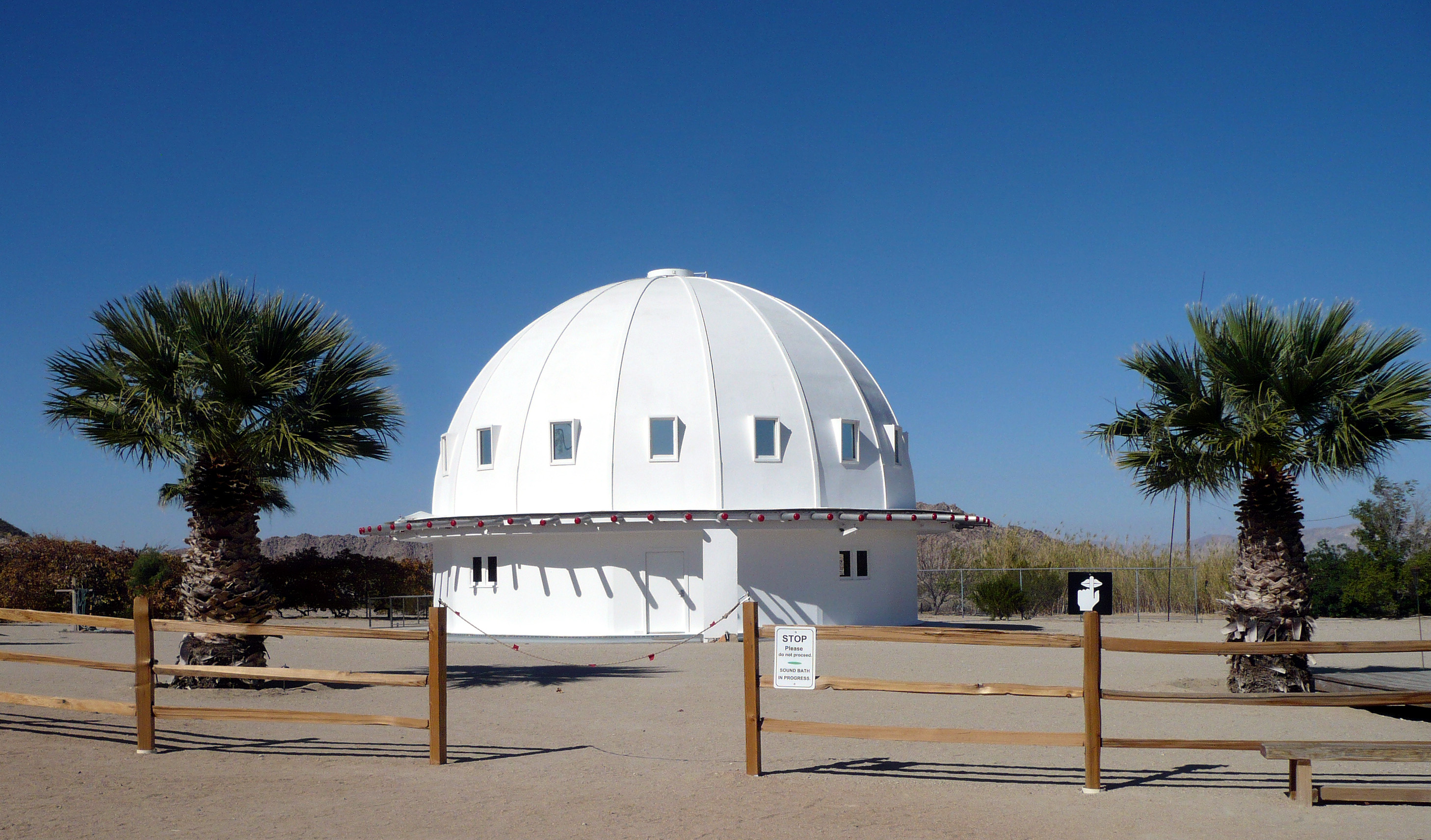
اینتگراترون

با توجه به گفته های ون تاسل، کار اینتگراترون بر تولید "میدان مغناطیسی متناوب" ، در نتیجه ی تولید پلاسما به شکل کرونا و یونش جریان هوای منفی داخل ساختمان تکیه دارد. اینتگراترون مبتنی بر نوسان ساز موج چندگانه که توسط جورجز لاخوسکی ابداع شد، می باشد. نوسان ساز موج چندگانه ترکیب ولتاژ بالا ، سیم پیچ تسلا و تشدیدگر حلقه دوبخشی است که فرکانس های الکترومغناطیسی باند فوق وسیع تولید می کند. ون تاسل حدس می زد که الکترومغناطیس بر روی سلول تاثیر می گذارد و همچنین معتقد بود هر سلول بیولوژیک دارای فرکانس الکترومغناطیسی تشدیدگر منحصر به فرد می باشد. طبق گفته ون تاسل، تولید قوی "تشدیدگر" باند فوق وسیع EMF توسط اینتگراترون با فرکانس سلولی، همانند باتری الکتریکی بافت سلولی را شارژ مجدد می کند. ون تاسل ادعا می کرد سلول ها در درون سازه اقدام به جوان سازی می کنند. ون تاسل همچنین ادعا می کرد که اینتگراترون را عمداً بر روی یک ناهنجاری طوفان ژئومغناطیسی ساخته و سازه او فاقد هر گونه مواد فرومغناطیس معادل یک ریدوم مدرن می باشد.

## استفاده کنونی
بعد از مرگ ون تاسل، ساختمان به دیسکو تغییر کاربری داد، اما این امر هیچ گاه تحقق نیافت. مالکان جدید، اینتگراترون را به عنوان جاذبه توریستی استفاده کرده اند و "حمام صدا" را ارائه می کنند، جایی که گروهی از مردم توسط کاسه های کوارتز "در معرض فرکانس های صدای هارمونیک قرار می گیرند" که ادعا می شود یک اثر آرام بخش عمیق دارد. با توجه به یکی از گنبدهای سازه، اینتگراترون یک " صدای آکوستیک بی نقص است".
اینتگراترون در آوریل ۲۰۱۸ به ثبت ملی اماکن تاریخی اضافه شد.